# Ściana stawiarska

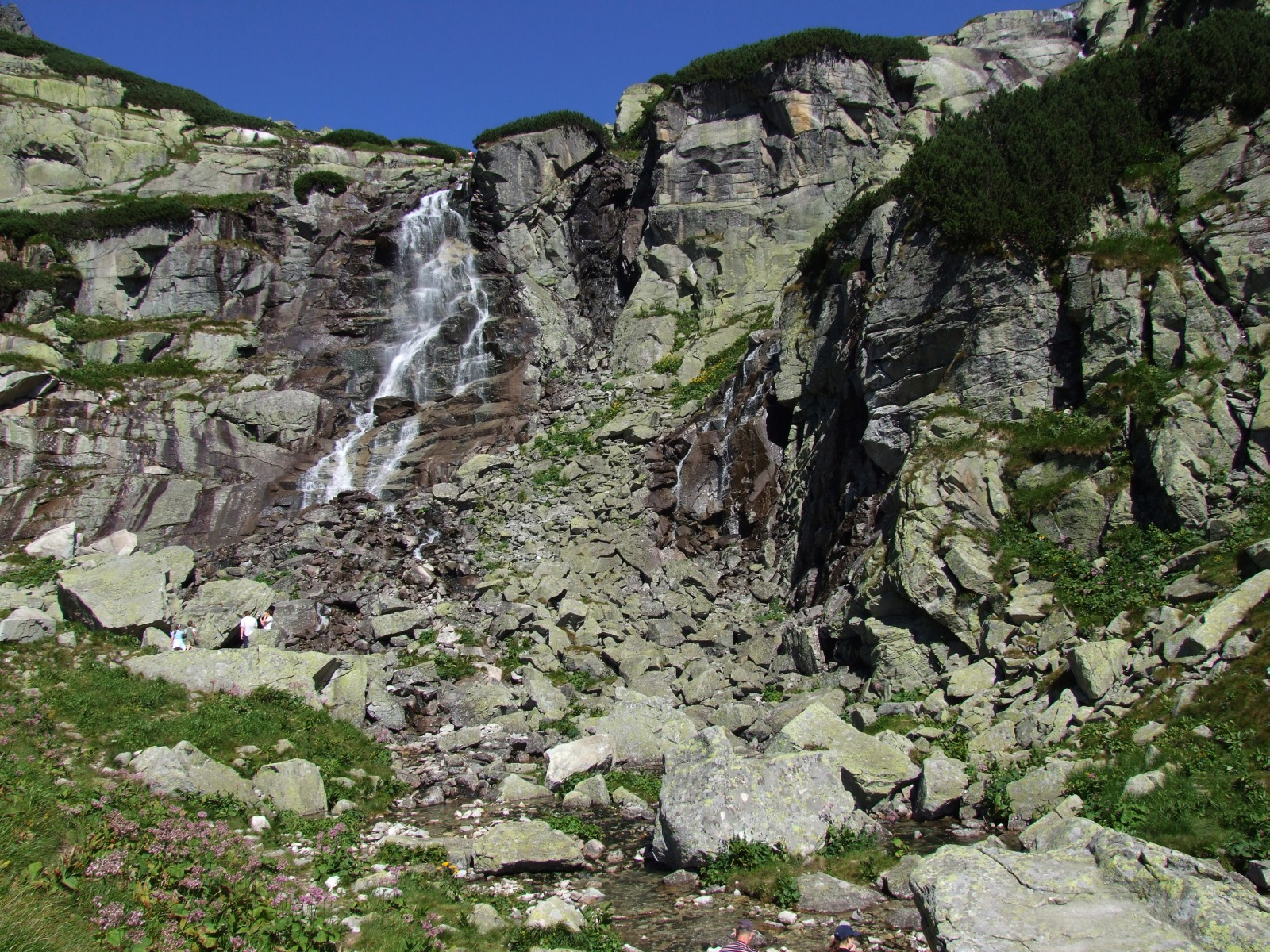
Ściana stawiarska poniżej Stawu nad Skokiem

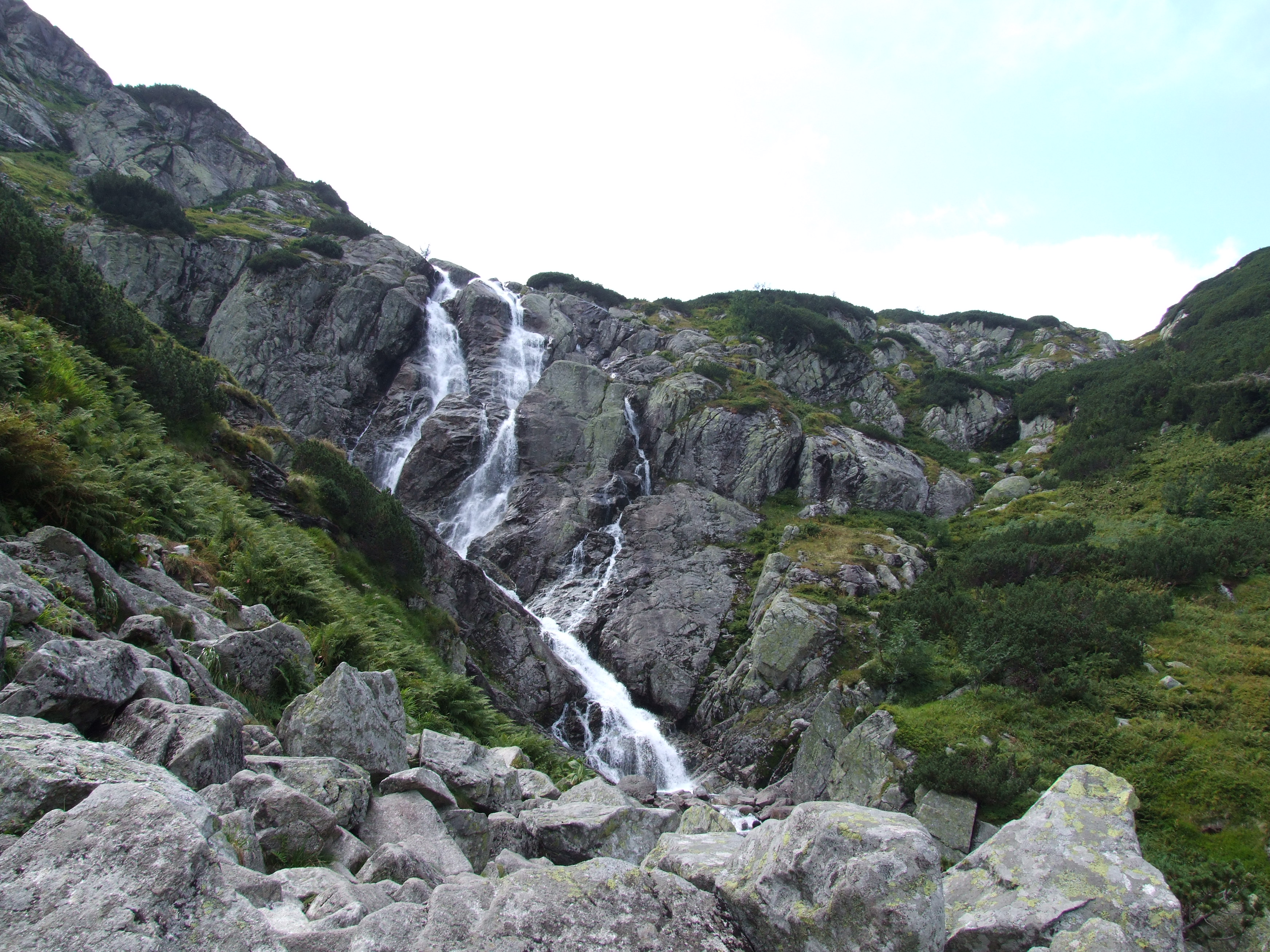
Wodospad Siklawa

Ściana stawiarska – rodzaj rygla skalnego przegradzającego dolinę, powyżej którego znajduje się jeden lub kilka stawów. Ściana stawiarska powstaje wskutek działalności lodowców, jest zazwyczaj stroma i skalista, woda spływająca z leżących ponad nią stawów często tworzy jeden lub kilka wodospadów.
W Tatrach ściana stawiarska występuje np. poniżej Wielkiego Stawu Polskiego, tworząc naturalną granicę odgradzającą Dolinę Pięciu Stawów Polskich od Doliny Roztoki; ze ściany tej spada wodospad Siklawa.